# Album al numero uno nella Billboard 200 nel 2006

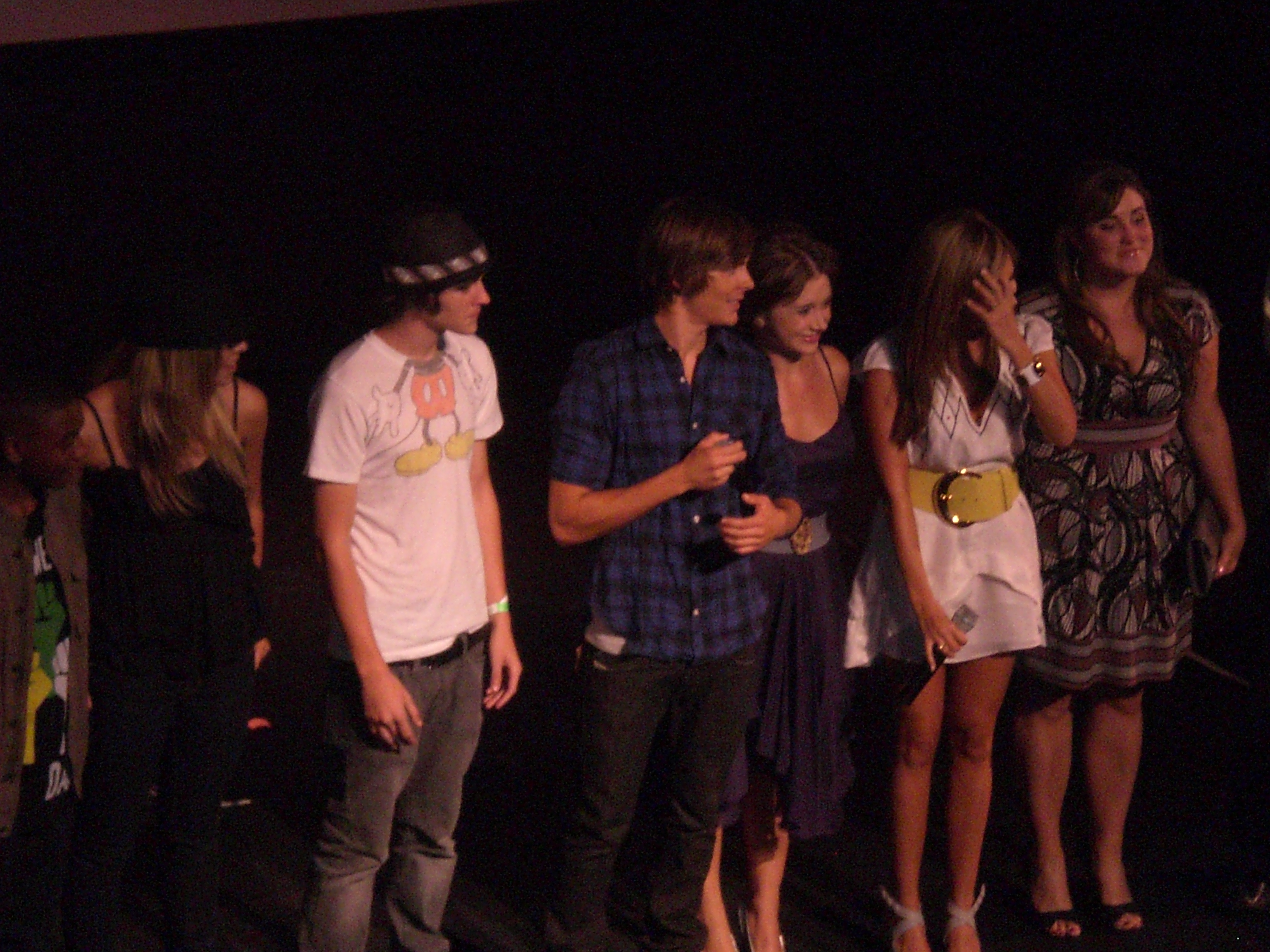
La colonna sonora di High School Musical è stato l'album più venduto del 2006, con circa 3.7 milioni di copie.

Di seguito è proposta la lista degli album al numero uno nella Billboard 200 nel 2006. La Billboard 200, pubblicata dalla rivista Billboard, è una classifica settimanale che considera i 200 album e EP più venduti negli Stati Uniti. I dati sono raccolti e compilati dalla Nielsen SoundScan prendendo in considerazione le vendite fisiche degli album accumulate settimanalmente.
Nel 2006 sono stati 40 gli album che hanno raggiunto la prima posizione della Billboard 200. Nessuno degli album presenti in lista aveva raggiunto la vetta della classifica nell'anno precedente oppure ha continuato il suo dominio nell'anno successivo.
High School Musical, la colonna sonora dell'omonimo film Disney Channel, con 3.7 milioni di copie, è l'album più venduto del 2006. L'album ha passato due settimane non consecutive al vertice della classifica, la prima colonna sonora di una produzione televisiva sin dalla colonna sonora di Miami Vice negli anni '80.
Me and My Gang di Rascal Flatts si posizione al secondo posto tra gli album più venduti nel 2006, con 3.5 milioni di copie vendute. Durante la sua settimana di debutto l'album ha venduto 722.000 copie, diventando il miglior debutto di sempre della band in termine di vendite. Me and My Gang è, inoltre, uno degli album con la più lunga permanenza in vetta dell'anno, con 3 settimane consecutive. Altri album con permanenze prolungate sono stati Unpredictable di Jamie Foxx e la raccolta Now 22, entrambi al numero uno per tre settimane non consecutive..
The Greatest Songs of the Fifties di Barry Manilow ha raggiunto la vetta della classifica grazie a 156.000 unità vendute, diventando il primo album dell'autore a raggiungere la vetta in 29 anni.
I Red Hot Chili Peppers hanno ottenuto il loro primo album numero uno, Stadium Arcadium, in 22 anni di carriera. Stadium Arcadium, che ha debuttato con 442.000 copie vendute, è stato anche il miglior debutto in termini di vendite della band.
Prince ha ottenuto il suo primo album numero uno, 3121 sin da Batman nel 1989.
Johnny Cash ha raggiunto la vetta con il suo album postumo American V: A Hundred Highways, sua prima numero uno sin dal 1969 con At San Quentin.
The Open Door è diventato il primo album a raggiungere la prima posizione della classifica degli Evanescence, diventando anche 700º album numero uno nella storia della Billboard 200.
Jay-Z, con Kingdom Come, ha ottenuto il suo nono album numero uno, risultato che gli ha concesso di eguagliare i Rolling Stones come terzo artista con il maggior numero di album alla prima posizione negli Stati Uniti. L'album ha venduto 680.000 copie nella settimana di debutto, diventando il miglior debutto in termini di vendite del rapper. Kingdom Come ha ottenuto il secondo maggior numero di copie vendute nella settimana di pubblicazione dell'anno, dietro a FutureSex/LoveSounds di Justin Timberlake che ha aperto con 684.000 copie.
L'album con le migliori prestazioni del 2006 è stato Some Hearts di Carrie Underwood che non ha raggiunto la vetta della Billboard 200 fermanendosi alla seconda posizione.

## Billboard 200
| † | L'album con le migliori prestazioni del 2006 è stato Some Hearts di Carrie Underwood che, però, non ha raggiunto la prima posizione della classifica |

| Data         | Album                                                  | Artista                     | Tot. sett. #1 | Unità vendute | Fonti         |
| ------------ | ------------------------------------------------------ | --------------------------- | ------------- | ------------- | ------------- |
| 7 gennaio    | The Breakthrough                                       | Mary J. Blige               | 2             | 727.000       | [ 11 ]        |
| 14 gennaio   | Unpredictable                                          | Jamie Foxx                  | 3             | 200.000       | [ 12 ]        |
| 21 gennaio   | Unpredictable                                          | Jamie Foxx                  | 3             | 131.000       | [ 13 ]        |
| 28 gennaio   | The Breakthrough                                       | Mary J. Blige               | 2             | 118.000       | [ 14 ]        |
| 4 febbraio   | Unpredictable                                          | Jamie Foxx                  | 3             | 97.200        | [ 15 ]        |
| 11 febbraio  | Ancora                                                 | Il Divo                     | 1             | 156.000       | [ 16 ]        |
| 18 febbraio  | The Greatest Songs of the Fifties                      | Barry Manilow               | 1             | 156.000       | [ 4 ] [ 17 ]  |
| 25 febbraio  | Sing-A-Longs and Lullabies for the Film Curious George | Jack Johnson & Friends      | 1             | 163.000       | [ 18 ]        |
| 4 marzo      | Ghetto Classics                                        | Jaheim                      | 1             | 152.000       | [ 19 ]        |
| 11 marzo     | High School Musical                                    | Cast di High School Musical | 2             | 101.000       | [ 20 ]        |
| 18 marzo     | In My Own Words                                        | Ne-Yo                       | 1             | 301.000       | [ 21 ]        |
| 25 marzo     | Reality Check                                          | Juvenile                    | 1             | 174.000       | [ 22 ]        |
| 1º aprile    | High School Musical                                    | Cast di High School Musical | 2             | 142.000       | [ 23 ]        |
| 8 aprile     | 3121                                                   | Prince                      | 1             | 183.000       | [ 6 ] [ 24 ]  |
| 15 aprile    | King                                                   | T.I.                        | 1             | 522.000       | [ 25 ]        |
| 22 aprile    | Me and My Gang                                         | Rascal Flatts               | 3             | 722.000       | [ 3 ] [ 26 ]  |
| 29 aprile    | Me and My Gang                                         | Rascal Flatts               | 3             | 345.000       | [ 27 ]        |
| 6 maggio     | Me and My Gang                                         | Rascal Flatts               | 3             | 143.000       | [ 28 ]        |
| 13 maggio    | IV                                                     | Godsmack                    | 1             | 211.000       | [ 29 ]        |
| 20 maggio    | 10,000 Days                                            | Tool                        | 1             | 564.000       | [ 30 ]        |
| 27 maggio    | Stadium Arcadium                                       | Red Hot Chili Peppers       | 2             | 442.000       | [ 5 ] [ 31 ]  |
| 3 giugno     | Stadium Arcadium                                       | Red Hot Chili Peppers       | 2             | 157.000       | [ 32 ]        |
| 10 giugno    | Taking the Long Way                                    | Dixie Chicks                | 2             | 526.000       | [ 33 ]        |
| 17 giugno    | Taking the Long Way                                    | Dixie Chicks                | 2             | 271.000       | [ 34 ]        |
| 24 giugno    | Decemberunderground                                    | AFI                         | 1             | 182.000       | [ 35 ]        |
| 1º luglio    | The Big Bang                                           | Busta Rhymes                | 1             | 209.000       | [ 36 ]        |
| 8 luglio     | Loose                                                  | Nelly Furtado               | 1             | 219.000       | [ 37 ]        |
| 15 luglio    | Testimony: Vol. 1, Life & Relationship                 | India.Arie                  | 1             | 161.000       | [ 38 ]        |
| 22 luglio    | American V: A Hundred Highways                         | Johnny Cash                 | 1             | 88.000        | [ 7 ] [ 39 ]  |
| 29 luglio    | Now 22                                                 | Artisti vari                | 3             | 398.000       | [ 40 ]        |
| 5 agosto     | Now 22                                                 | Artisti vari                | 3             | 207.000       | [ 41 ]        |
| 12 agosto    | LeToya                                                 | LeToya                      | 1             | 165.000       | [ 42 ]        |
| 19 agosto    | Now 22                                                 | Artisti vari                | 3             | 127.000       | [ 43 ]        |
| 26 agosto    | Port of Miami                                          | Rick Ross                   | 1             | 187.000       | [ 44 ]        |
| 2 settembre  | Back to Basics                                         | Christina Aguilera          | 1             | 346.000       | [ 45 ]        |
| 9 settembre  | Danity Kane                                            | Danity Kane                 | 1             | 234.000       | [ 46 ]        |
| 16 settembre | Modern Times                                           | Bob Dylan                   | 1             | 192.000       | [ 47 ]        |
| 23 settembre | B'Day                                                  | Beyoncé                     | 1             | 541.000       | [ 48 ]        |
| 30 settembre | FutureSex/LoveSounds                                   | Justin Timberlake           | 2             | 684.000       | [ 10 ] [ 49 ] |
| 7 ottobre    | FutureSex/LoveSounds                                   | Justin Timberlake           | 2             | 217.000       | [ 50 ]        |
| 14 ottobre   | Release Therapy                                        | Ludacris                    | 1             | 309.000       | [ 51 ]        |
| 21 ottobre   | The Open Door                                          | Evanescence                 | 1             | 447.000       | [ 8 ] [ 52 ]  |
| 28 ottobre   | Still the Same… Great Rock Classics of Our Time        | Rod Stewart                 | 1             | 184.000       | [ 53 ]        |
| 4 novembre   | Press Play                                             | Diddy                       | 1             | 170.000       | [ 54 ]        |
| 11 novembre  | Hannah Montana                                         | Hannah Montana              | 2             | 281.000       | [ 55 ]        |
| 18 novembre  | Hannah Montana                                         | Hannah Montana              | 2             | 203.000       | [ 56 ]        |
| 25 novembre  | Now 23                                                 | Artisti vari                | 1             | 337.000       | [ 57 ]        |
| 2 dicembre   | Doctor's Advocate                                      | The Game                    | 1             | 358.000       | [ 58 ]        |
| 9 dicembre   | Kingdom Come                                           | Jay-Z                       | 1             | 680.000       | [ 9 ] [ 59 ]  |
| 16 dicembre  | Light Grenades                                         | Incubus                     | 1             | 165.000       | [ 60 ]        |
| 23 dicembre  | Ciara: The Evolution                                   | Ciara                       | 1             | 338.000       | [ 61 ]        |
| 30 dicembre  | The Inspiration                                        | Young Jeezy                 | 1             | 352.000       | [ 62 ]        |

Note: